# El Sayed Nosseir
El-Sayed Mohamed Nosseir (arabiska: السيد محمد نصير), född 31 augusti 1905 i Tanta i Egypten, död 28 november 1974, var en egyptisk tyngdlyftare som tog OS-guld i lätt tungvikt (82,5 kg) vid olympiska sommarspelen 1928 i Amsterdam.